# 美国动物科学学会
美国动物科学学会 (American Society of Animal Science，缩写为ASAS)是一个专注于家畜和肉类科学的非赢利专业机构，成立于1908年。ASAS总部位于伊利诺伊州的薩沃伊，在厄巴纳-尚佩恩地区附近。
1998年起，美国动物科学学会每年都会同美国乳业科学学会 (ASDA)共同举办一次会议。
美国动物科学学会出版的学报学报为《动物科学学报》（Journal of Animal Science，缩写为JAS）。这份学报自1923年起发行，为月刊。